# Cavalli selvaggi (film)
Cavalli Selvaggi (Wild Horses) è un film del 2015 scritto, diretto e interpretato da Robert Duvall.

## Trama
Texas, 2015. Scott Briggs è l'ormai anziano patriarca di una famiglia che gestisce un ranch. Da 15 anni non vede e non parla con uno dei suoi tre figli, Ben, con cui ha litigato dopo avere scoperto la sua omosessualità. Scott cerca ora di aggiustare le cose, nel tentativo di riaggregare la famiglia, ma in contemporanea una giovane Texas Ranger è incaricata di risolvere un caso aperto, guardacaso, da 15 anni, che sembra coinvolgere l'anziano Scott. Tra il passato che ritorna, nel profondo e bigotto Texas, immersi tra i cavalli, i grossi pickup e le armi, tutto evolverà verso un senso di chiarezza.

## Distribuzione
Il film è stato presentato il 17 marzo 2015 al South by Southwest Film Festival. Non è stato distribuito nelle sale cinematografiche, ma direttamente nel mercato home video.

## Accoglienza

### Incassi
Costato poco più di 2 milioni è riuscito a coprire il costo di produzione.